# Urmia
Urmia (perzsa nyelven: ارومیه, azerbajdzsáni nyelven: اورمیه; kurd nyelven: ورمێ; szír nyelven: ܐ ܘ ܪ ܡ ܝ ܐ a Pahlavi-dinasztia idején [1925-1979] perzsa nyelven: رضائیه, Rezaiyeh) város Északnyugat-Iránban, Nyugat-Azerbajdzsán tartományban. 600 000 fő körüli lakosságával Irán 10. legnépesebb városa.

## Fekvése
A város az Urmia-tó nyugati oldalán fekszik, 1330 m tengerszint feletti magasságban, a török határ közelében.

## Története
Az Irán északnyugati részén fekvő Urmiát a hagyományok szerint a civilizáció bölcsőjének tartják, melyet az ókorban Gilzan-nak hívtak és az ókor legnagyobb vallási és tudományos központjai közé sorolták.
A 9. században Urartuhoz tartozott.

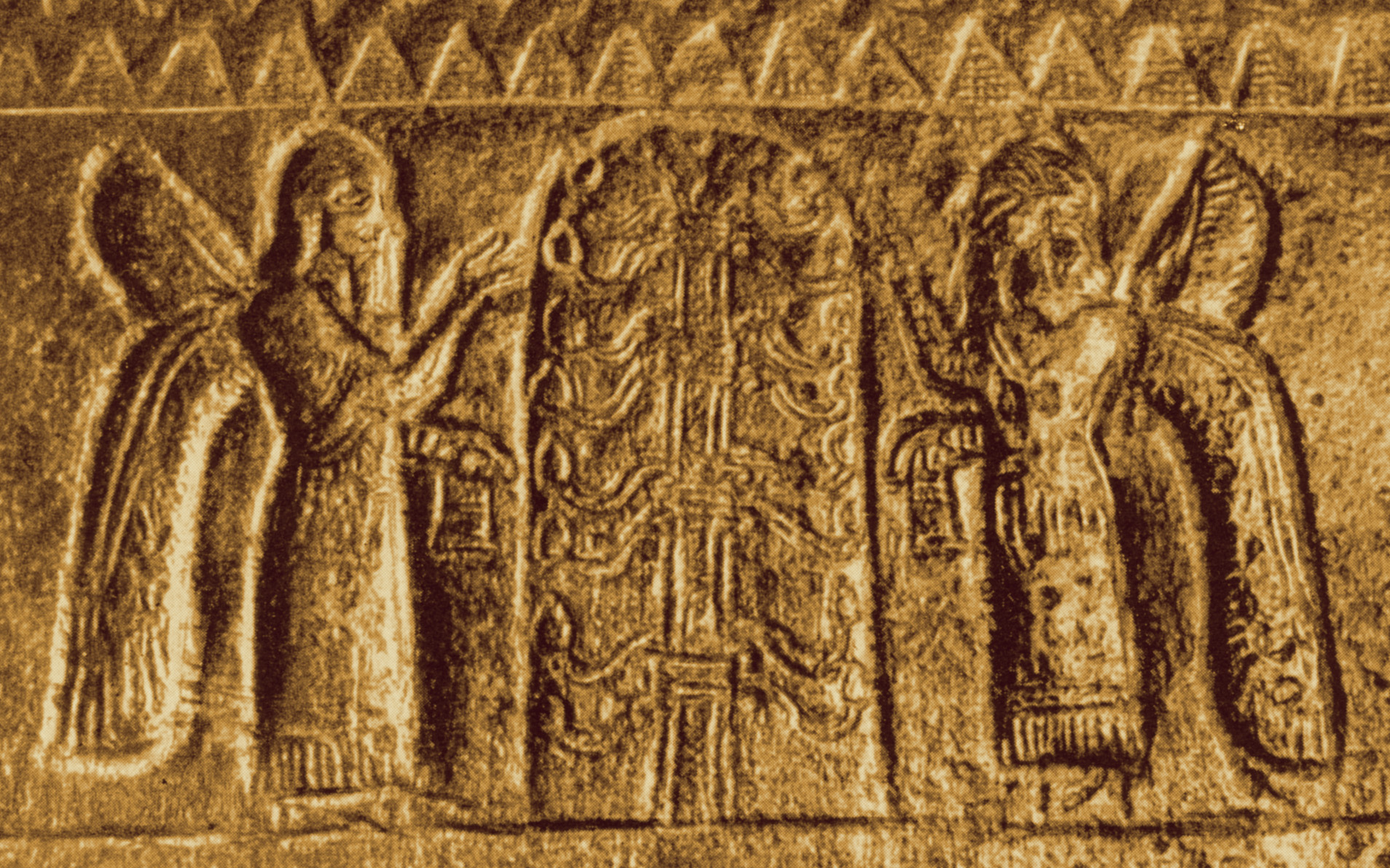
Urartui sisak díszítésének részlete

A 10. században fallal vették körül. Az eredetileg az örmények ellen emelt védőmű a 13. századi szeldzsuk támadásoknak nem tudott ellenállni.
A 15. századtól török-perzsa harcok színhelye volt, azonban végül mégis a cári Oroszország foglalta el.

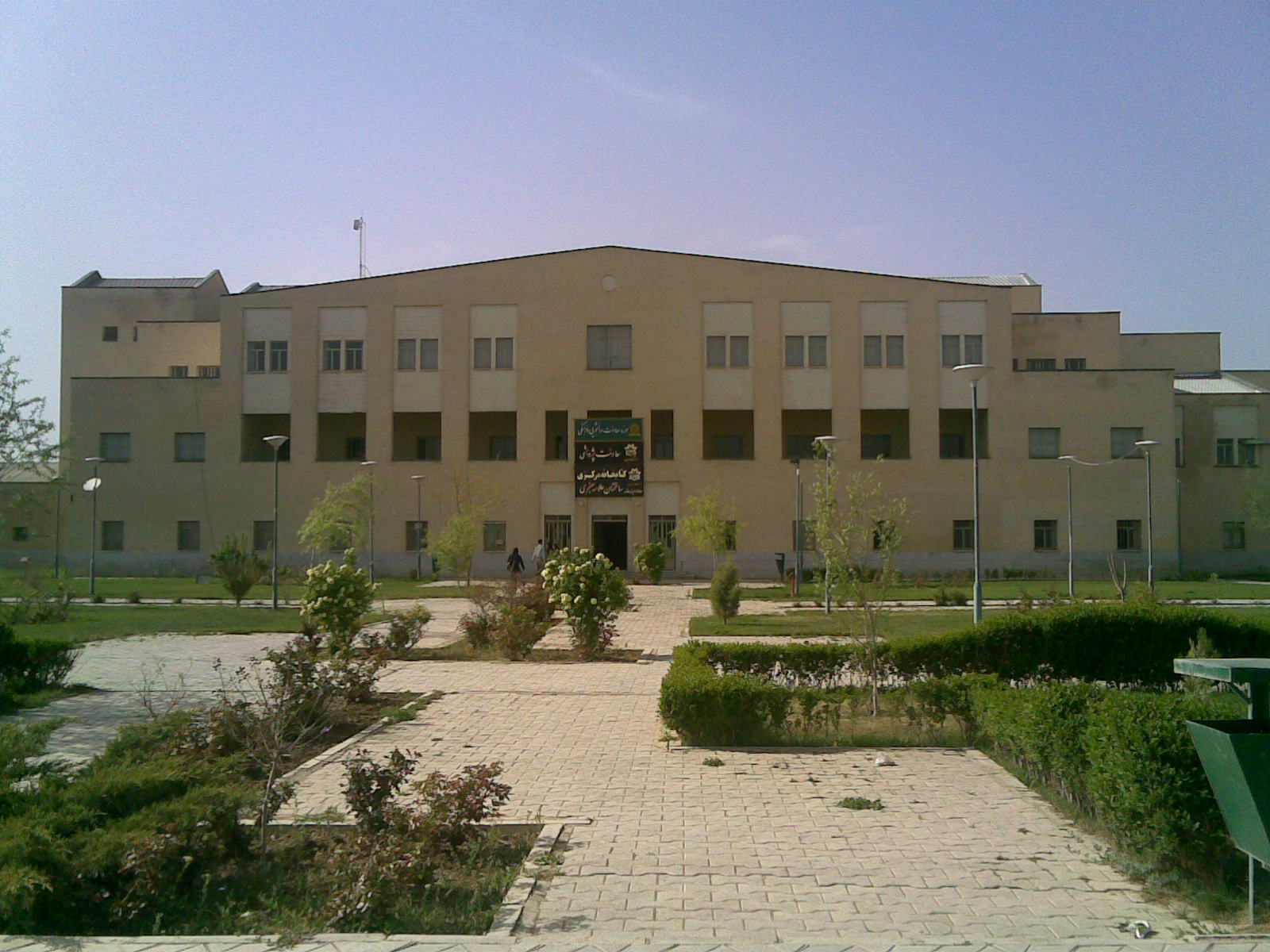
Urmia, a könyvtár épülete

A második világháború végéig ideiglenesen – biztonsági okokból – szovjet megszállás alatt volt.  A szovjet csapatok visszavonulása után Azerbajdzsán népi köztársasággá alakult, melynek 1946-ban az iráni csapatok bevonulása vetett véget.

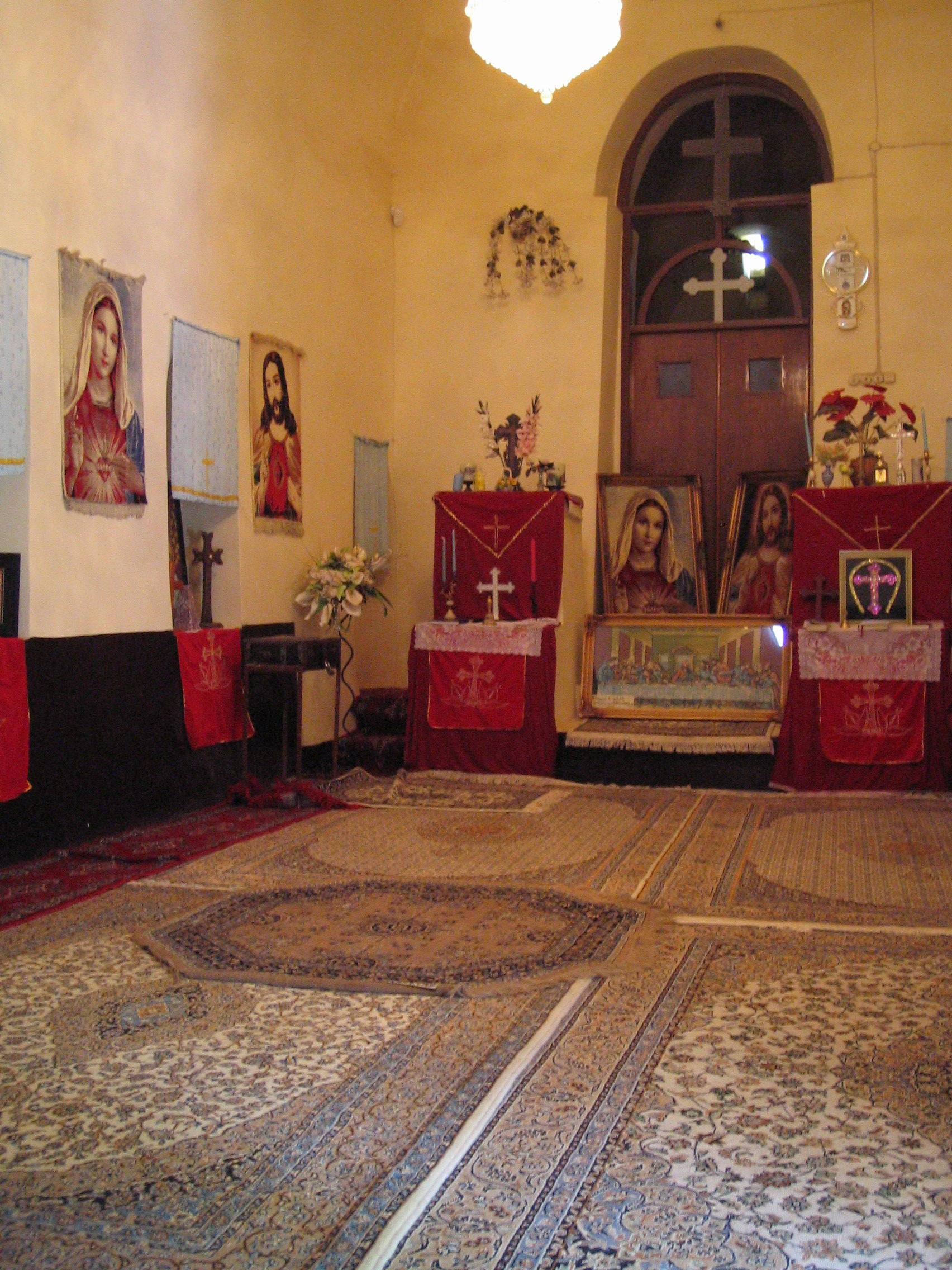
Urmia, templombelső

Urmia ma a környék termékeny mezőgazdasági régiójának kereskedelmi központja, ahol gyümölcsöt (szőlőt és almát), valamint dohányt termelnek.
A város és a mellette fekvő Urmia-tó neve 1979-ig Rezaijeh volt, ekkor kapta vissza mindkettő az Urmia nevet.

## Fordítás
- Ez a szócikk részben vagy egészben  az   Urmia című angol Wikipédia-szócikk ezen változatának fordításán alapul.  Az eredeti cikk szerkesztőit annak laptörténete sorolja fel. Ez a jelzés csupán a megfogalmazás eredetét és a szerzői jogokat jelzi, nem szolgál a cikkben szereplő információk forrásmegjelöléseként.